# Бучево
Бучево — деревня в Талдомском районе Московской области России, входит в состав сельского поселения Ермолинское. Население — 31 чел. (2010).

## География
Расположена на севере Московской области, в восточной части Талдомского района, рядом с впадающей в Угличское водохранилище рекой Хотчей, примерно в 20 км к востоку от центра города Талдома, с которым связана прямым автобусным сообщением, у границы одного из участков государственного природного заказника регионального значения Журавлиная родина. Ближайшие населённые пункты — деревни Пенское и Сенино.

## Население
| 1859 | 1888 | 1926 | 2002 | 2006 | 2010 |
| ---- | ---- | ---- | ---- | ---- | ---- |
| 281  | ↘269 | ↘236 | ↘14  | ↗16  | ↗31  |

## История
В «Списке населённых мест» 1862 года — владельческая деревня 2-го стана Калязинского уезда Тверской губернии между Дмитровским и Углицко-Московским трактами, в 57 верстах от уездного города и 15 верстах от становой квартиры, при реке Хотче, с 38 дворами и 281 жителем (131 мужчина, 150 женщин).
По данным 1888 года входила в состав Семёновской волости Калязинского уезда, проживало 269 человек (121 мужчина, 148 женщин).
По материалам Всесоюзной переписи населения 1926 года — центр Бучевского сельского совета Семёновской волости Ленинского уезда Московской губернии, в 11,7 км от Кашинского шоссе и 14,9 км от станции Талдом Савёловской дороги, проживало 236 жителей (106 мужчин, 130 женщин), насчитывалось 52 хозяйства, среди которых 39 крестьянских, имелась школа 1-й ступени.
С 1929 года — населённый пункт в составе Ленинского района Кимрского округа Московской области.
Постановлением ЦИК и СНК от 23 июля 1930 года округа как административно-территориальные единицы были ликвидированы. Постановлением Президиума ВЦИК от 27 декабря 1930 года городу Ленинску было возвращено историческое наименование Талдом, а район был переименован в Талдомский.
1930—1936 гг. — центр Бучевского сельсовета Талдомского района.
1936—1954 гг. — деревня Апсаревского сельсовета Талдомского района.
1954—1963, 1965—1994 гг. — деревня Ермолинского сельсовета Талдомского района.
1963—1965 гг. — деревня Ермолинского сельсовета Дмитровского укрупнённого сельского района.
1994—2006 гг. — деревня Ермолинского сельского округа Талдомского района.
С 2006 г. — деревня сельского поселения Ермолинское Талдомского муниципального района Московской области.